# أبو عيان (آيت مآيت)
أبو عيان هو دُوَّار يقع بجماعة آيت مايت، إقليم الدريوش، جهة الشرق في المملكة المغربية. ينتمي الدوّار لمشيخة آيت مآيت التي تضم 30 دواوير. يقدر عدد سكانه بـ 41 نسمة حسب الإحصاء الرسمي للسكان والسكنى لسنة 2004.

## روابط خارجية
- البوابة الوطنية للجماعات الترابية
- المندوبية السامية للتخطيط